# Hebden Bridge
Hebden Bridge is een plaats in het bestuurlijke gebied Calderdale, in het Engelse graafschap West Yorkshire. De plaats telt ongeveer 4.500 inwoners.

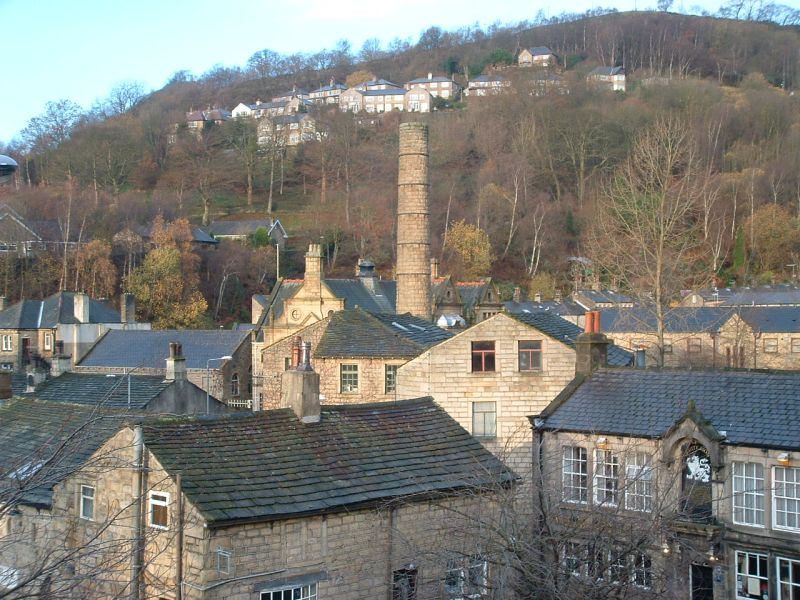
Hebden Bridge
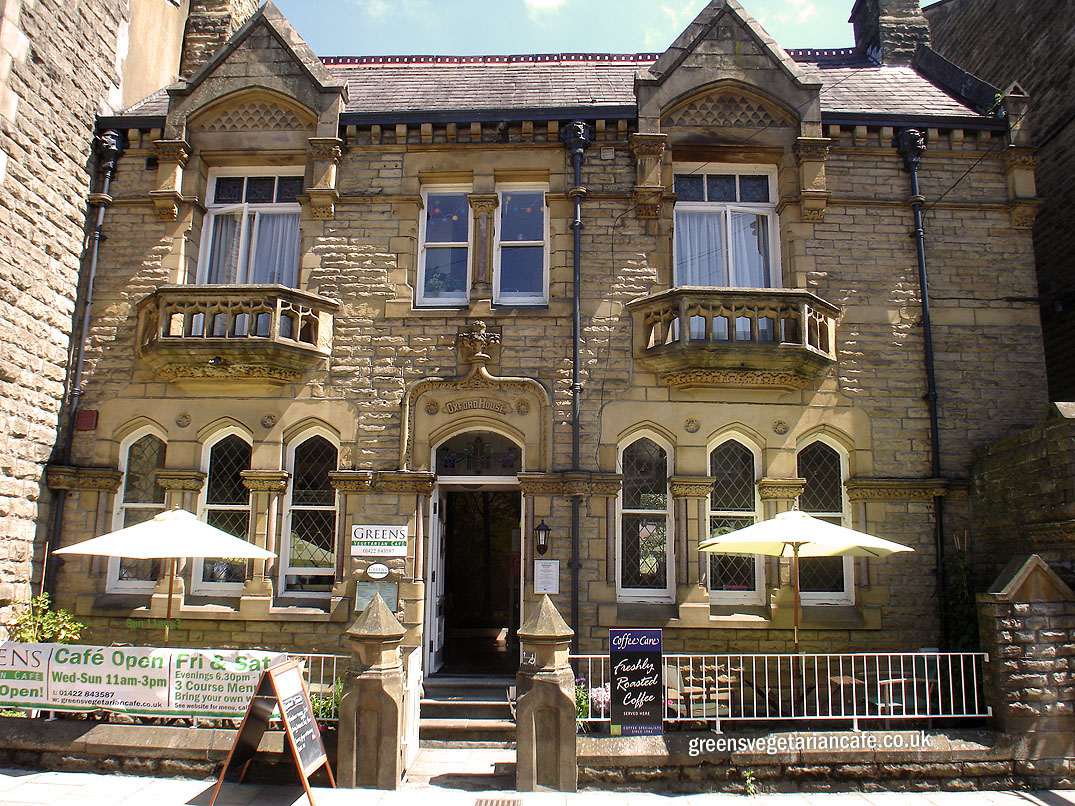
"Greens"
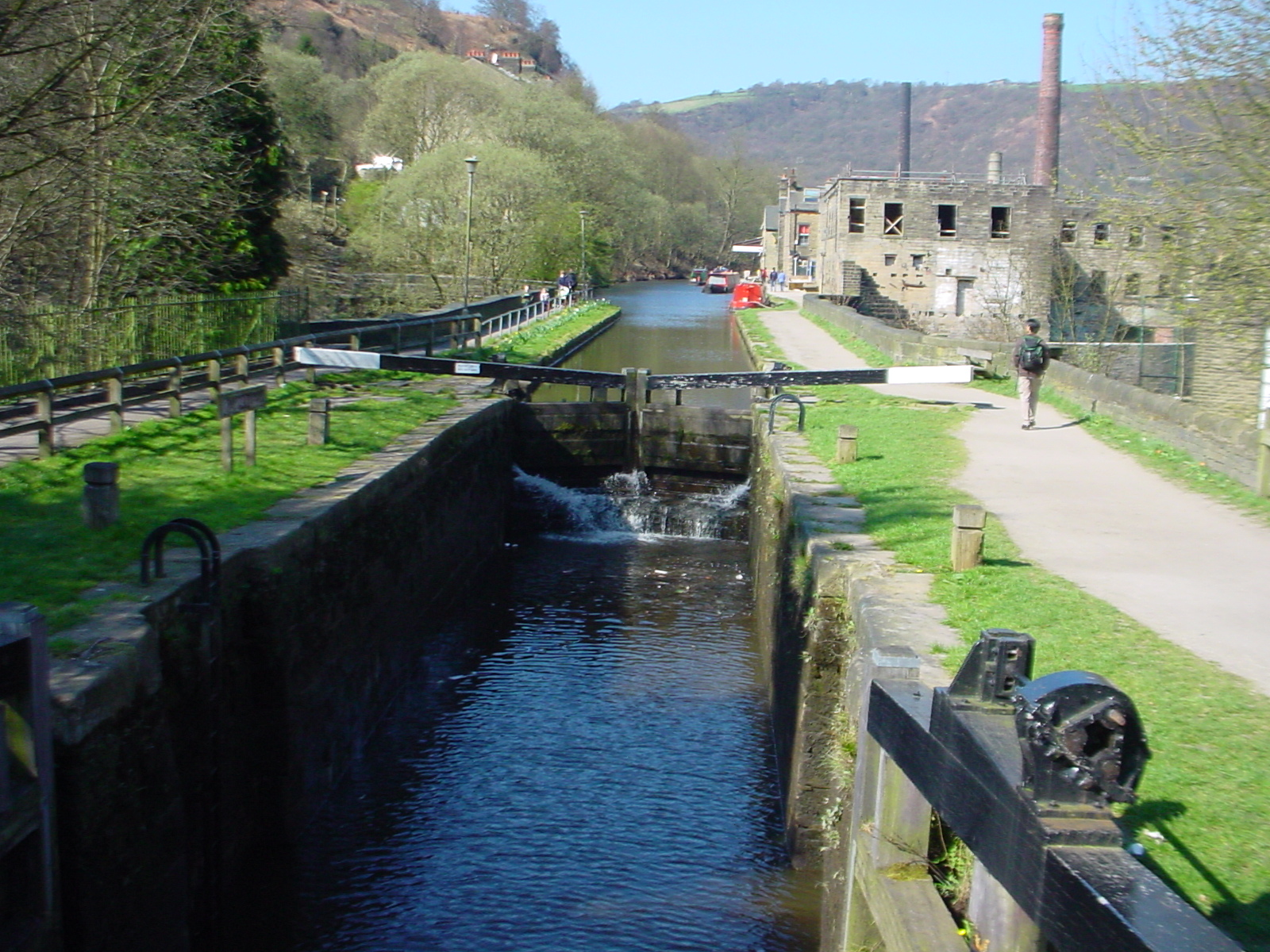
Rochdalekanaal bij Hebden Bridge

## Geboren in Hebden Bridge
- Harry Mortimer (1902), componist, arrangeur, dirigent en kornettist
- Ed Sheeran (1991), zanger, bracht zijn vroege jeugdjaren door in Hebdon Bridge
- Dario Coates (1992), acteur